# Johann Christoph Samuel Seger
Johann Christoph Samuel Seger (* 30. April 1739 in Bechlin; † 22. Mai 1792 ebenda) war ein deutscher Theologe.

## Abstammung
Johann Christoph Samuel Seger wurde als Sohn des Predigers in Bechlin Johann Christoph Seger (1696–1773) und der Catherina Elisabeth Reichardt  geboren. Seine Mutter war die Tochter  des emeritierten Pfarrers in Bechlin, Joachim Reichhardt (1653–1744), der von 1684 bis 1725 Pfarrer in Bechlin gewesen war.

## Berufliche Tätigkeit

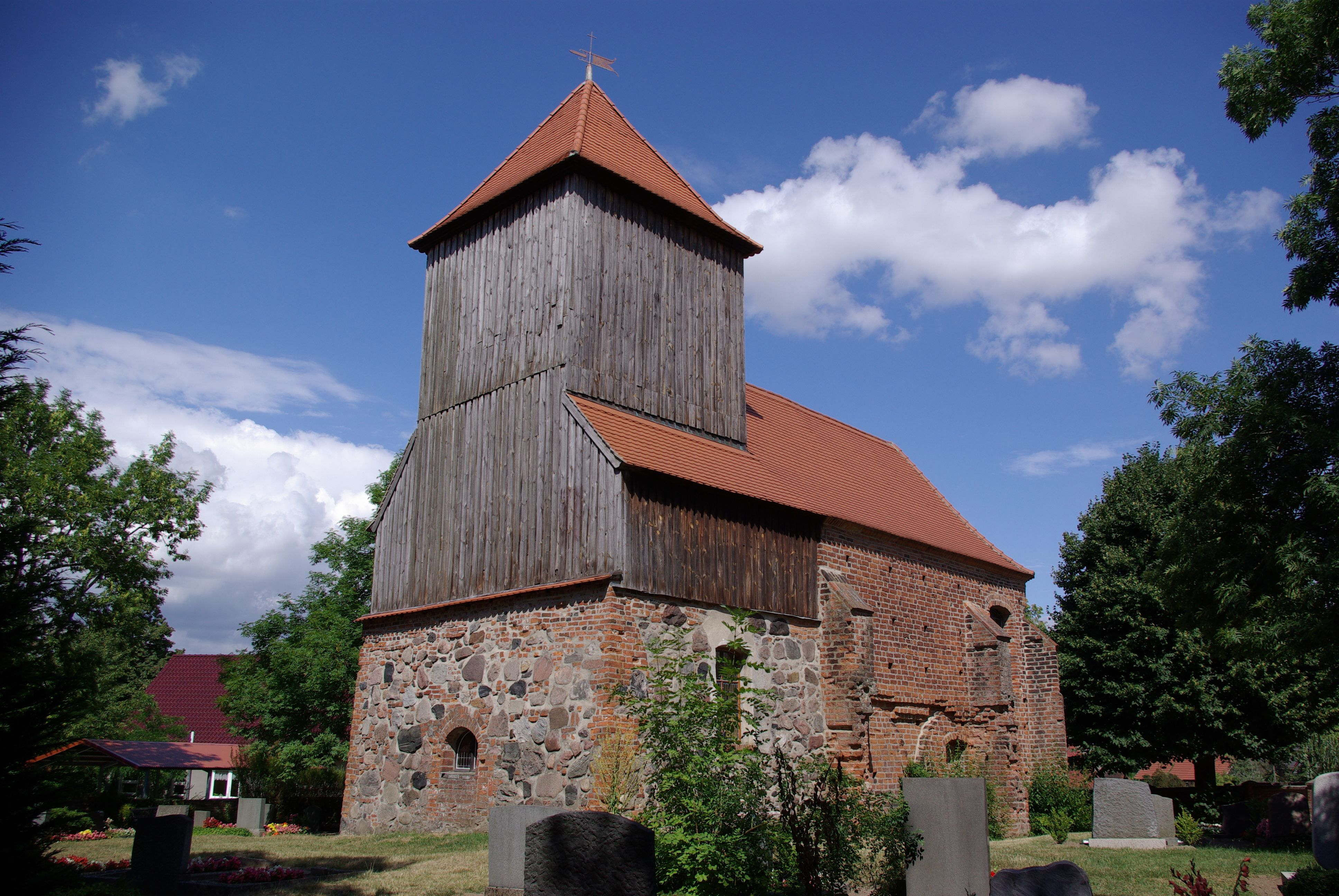
Kirche in Kriele

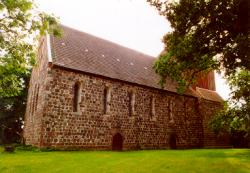
Bechliner Kirche

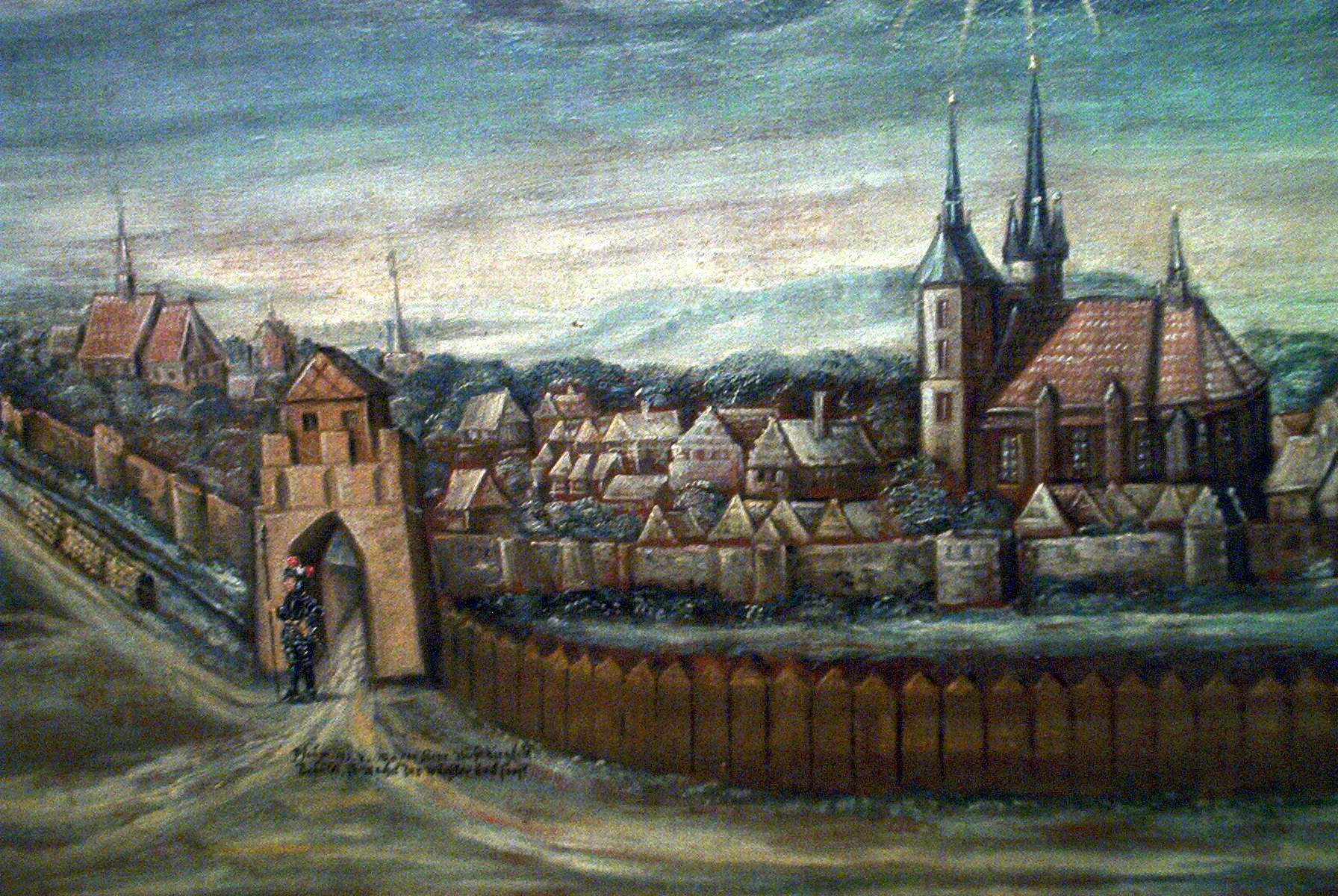
Neuruppin mit alter Pfarrkirche vor dem Stadtbrand

Nach seinem Theologiestudium war Seger für fünf Jahre Pastor in Kriele, jetzt ein Ortsteil der Gemeinde Kotzen im Landkreis Havelland im Land Brandenburg. Im Jahre 1771 kam er als Nachfolger seines Vaters in seine Geburtsstadt Bechlin und wurde zugleich Superintendent von Neuruppin.
Als Superintendent wurde er Amtsnachfolger des Archidiakons und Oberpfarrers sowie Inspektors der Kirchen und Schulen in Neuruppin Johann (Cuno?) Christoph Schinkel (1736–1787). Dieser war in Folge des Stadtbrandes am 25. Oktober 1787 in Neuruppin gestorben.  Dabei wurden auch die alte Pfarrkirche  St Marien und das Pfarrhaus in Neuruppin zerstört. Als Augenzeuge beschrieb Seger ihr Schicksal folgendermaßen:

„Hundert und mehrere Häuser waren in verschiedenen Straßen zugleich in Brand geraten, der große prächtige Kirchturm mit der schönen Kirche, die nach 600 Jahren noch ein bewundernswürdiges Denkmal der kühnen gotischen Bauart blieb, dampfte einem Berge gleich, der Feuer speien will, und in einigen Minuten stand sie da, wie ein schreckliches Feuergebirge. Die kleine Kuppel gab ein vielfarbiges Feuer, bis in ein paar Stunden das ganze Gebäude mit einem grausenvollen Getöse einstürzte.“

Der bekannte Baumeister und Maler Carl Friedrich Schinkel (1781–1841) war der  Sohn von Johann Christoph Schinkel. Offensichtlich bestanden zwischen dem Vater und Seger freundschaftliche Beziehungen, da Seger Taufpate des Sohnes wurde.
Nach Schinkel übte Seger das Amt des Inspektors bis zu seinem Tode 1792 aus, der aber nicht in Neuruppin wohnte. Die erste Pfarrstelle blieb damit unbesetzt, weil sich in Neuruppin keine Wohnung für einen Inspektor fand.
Nach dem Tode von Johann Christoph Samuel Seger wurde sein Neffe Johann Friedrich Christoph Seger (1766–1838), sein Amtsnachfolger, der 1817  nach Wustermark berufen wurde und ab 1835 Superintendent des dortigen Kirchenkreises war. Er starb am 29. April 1838 in Wustermark.
Bis zu seiner  Versetzung nach Wustermark im Jahre 1818 war die Pfarrei Bechlin fast 200 Jahre von Mitgliedern seiner Familie (Reichhardt und Seger) verwaltet worden.
In der Dorfkirche Bechlin befindet sich links vom Kanzelaltar ein Bildnis des Pastors Johann Christoph Seger als Ölgemälde, das nach 1918 restauriert wurde.

## Familie
Am 1. September 1769 heiratete er in Grabow die Pfarrerstochter Marie Friederike Behrens  (* 1750) und nach deren Tod in Bechtlin am 2. Mai 1791 Sabine El. Knövenagel.
Aus der Ehe mit Marie Friederike Behrens ist die Tochter Louise Sophie Seger hervorgegangen, die am 20. Januar 1804 in Bechtlin den königlichen  Amtmann in Brunn und späteren  Domänenpächter der Staatsdomäne Alt Landsberg Carl Friedrich Wilhelm Lüdke, den Sohn des verstorbenen Archdiakons an der Nikolaikirche in Berlin Friedrich Germanus Lüdke heiratete. Louise Wilhelmine Seger, die am 9. Oktober 1805 das Kind Louise Wilhelmin Luedtke geboren hatte, verstarb bei der Geburt.
Die im Jahre 1771 geborene Tochter Johanna Catherine Seger verstarb im Jahre 1793. Sie hatte 1791 Gust Sachse geheiratet.
Eine weitere Tochter  Dorothea Elisabeth Henriette Seger (1773–1795) heiratete in Bechlin am 26. Mai 1793 den Neffen und Amtsnachfolger ihres Vaters Johann Friedrich Christoph Steger, sie verstarb im August 1795.  Am 1. Mai 1794 hatte sie die Tochter Johanna Auguste Wilhelmine Elisabeth Seger geboren.